# Fluorita
A fluorita (português brasileiro) ou fluorite (português europeu) é um mineral comum, cujo nome provém do latim fluere devido à sua fácil fusão; é composto basicamente de fluoreto de cálcio (CaF2), transparentes a translúcidos, de cor muito variável, com clivagem perfeita {111}. Possui hábito transparente, categorizada no sistema cristalino isométrico ou cúbico. Apresenta brilho vítreo, densidade relativa 3.18. É o quarto termo da Escala de Mohs de dureza, tendo dureza igual a 4. São frequentes maclas de interpenetração.
Este mineral não reage com HCl, ou seja, não ocorre efervescência.

## Tipos de ocorrência

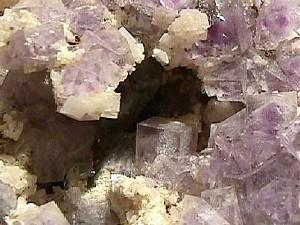
Cristais cúbicos de fluorita da China.

Pode ocorrer em veios hidrotermais juntamente com minerais metálicos, como a esfalerita, galena, barita, quartzo e calcite. Pode estar presente em granitos e calcários.
As jazidas mais importantes situam-se na Alemanha, Suíça, Inglaterra, Noruega, México, Canadá e Estados Unidos.

## Usos e aplicações

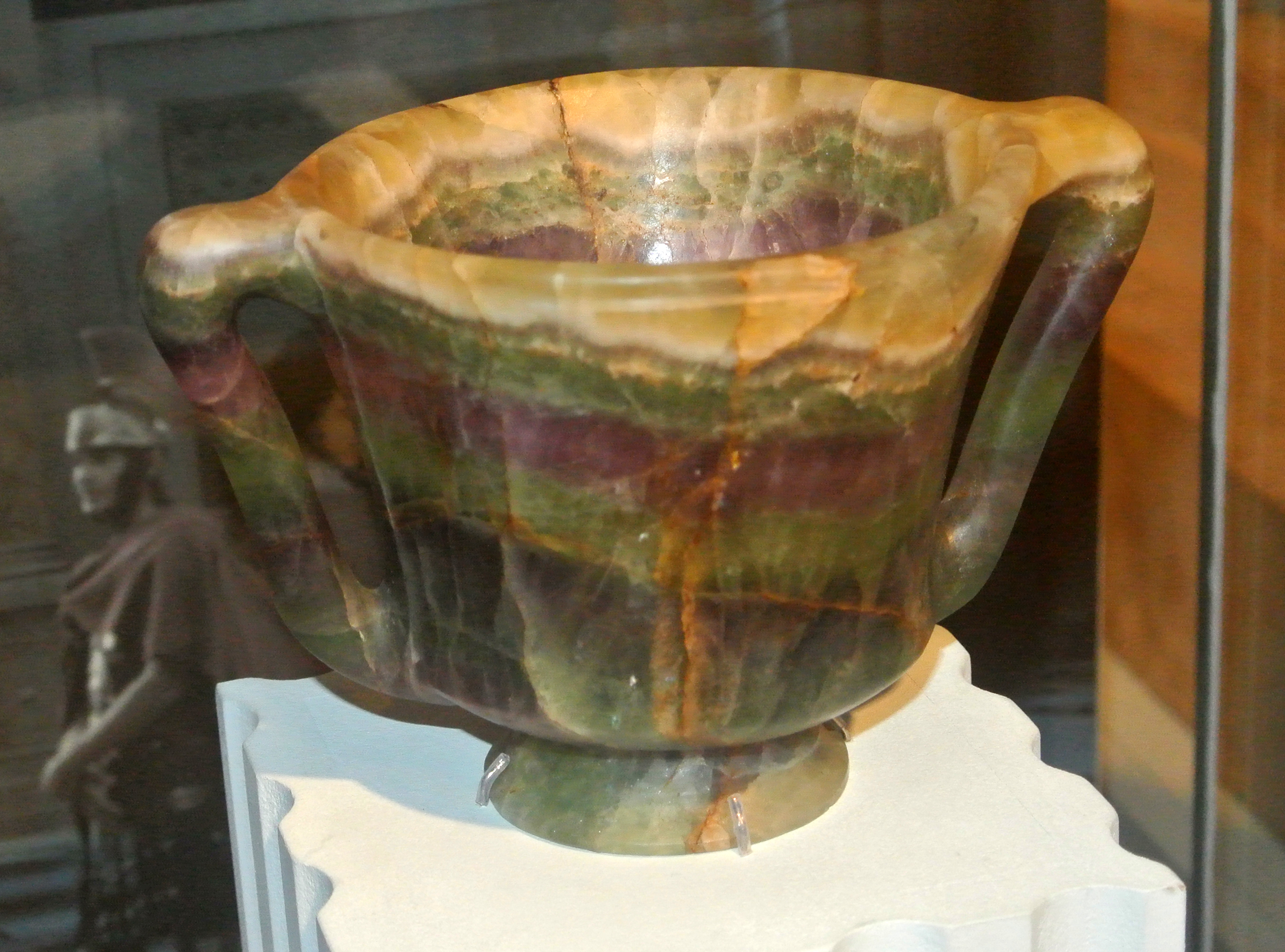
Crawford Cup, taça de fluorita esculpida entre 50-100 EC no Império Romano e exposta no Museu Britânico.

Utilizada em siderurgia como fundente, na obtenção do ácido fluorídrico de onde se extrai flúor e ítrio, bem como na indústria de vidros, esmalte, instrumentos ópticos e cerâmica. Já na indústria química a fluorita é utilizada para a obtenção do flúor elementar, fluoretos inorgânicos e ácido fluorídrico, utilizado na fabricação da criolita e do fluoreto de alumínio, vitais na indústria do alumínio. A fluorita é relativamente pouco tóxica, quando comparada a outros compostos fluoretados sendo, inclusive, usada em ornamentos como colares, cristais captadores de energia dentre outros. Entretanto, como qualquer outro composto, sua ingestão é extremamente prejudicial nas doses acima do tolerável para fluoretação da água (p.p.:1,5 mg/litro (PARA FLUORETO).Segundo a CETESB: Prejudicial se ingerido. Não é irritante para a pele e para os olhos . É comum encontrá-la a venda em lojas de artigos místicos.

## No Brasil
A fluorite vem sendo produzida no Brasil para o uso principalmente na industria siderúrgica, para a fabricação de ferro-ligas. Encontra-se nos estados do Rio de Janeiro (Tanguá), Bahia, Paraná e Santa Catarina.

## No Mundo
A fluorite ocorre, em quantidade, na Inglaterra. Encontra-se, comumente, nas minas da Alemanha, Suíça, do Tirol, da República Tcheca e da Noruega. Os grandes produtores de fluorita comercial (espatoflúor) são China, Mongólia, México e África do Sul, além de Canadá, Alemanha e Argentina (Fluorite Córdoba).

## Fluorescência
A fluorita dá o nome ao fenômeno de fluorescência, uma vez que muitas amostras fluorescem fortemente sob luz ultravioleta. A fluorescência pode dever-se a impurezas como o ítrio ou matéria orgânica contidas na estrutura cristalina. Exibe ainda termoluminescência.

## Galeria

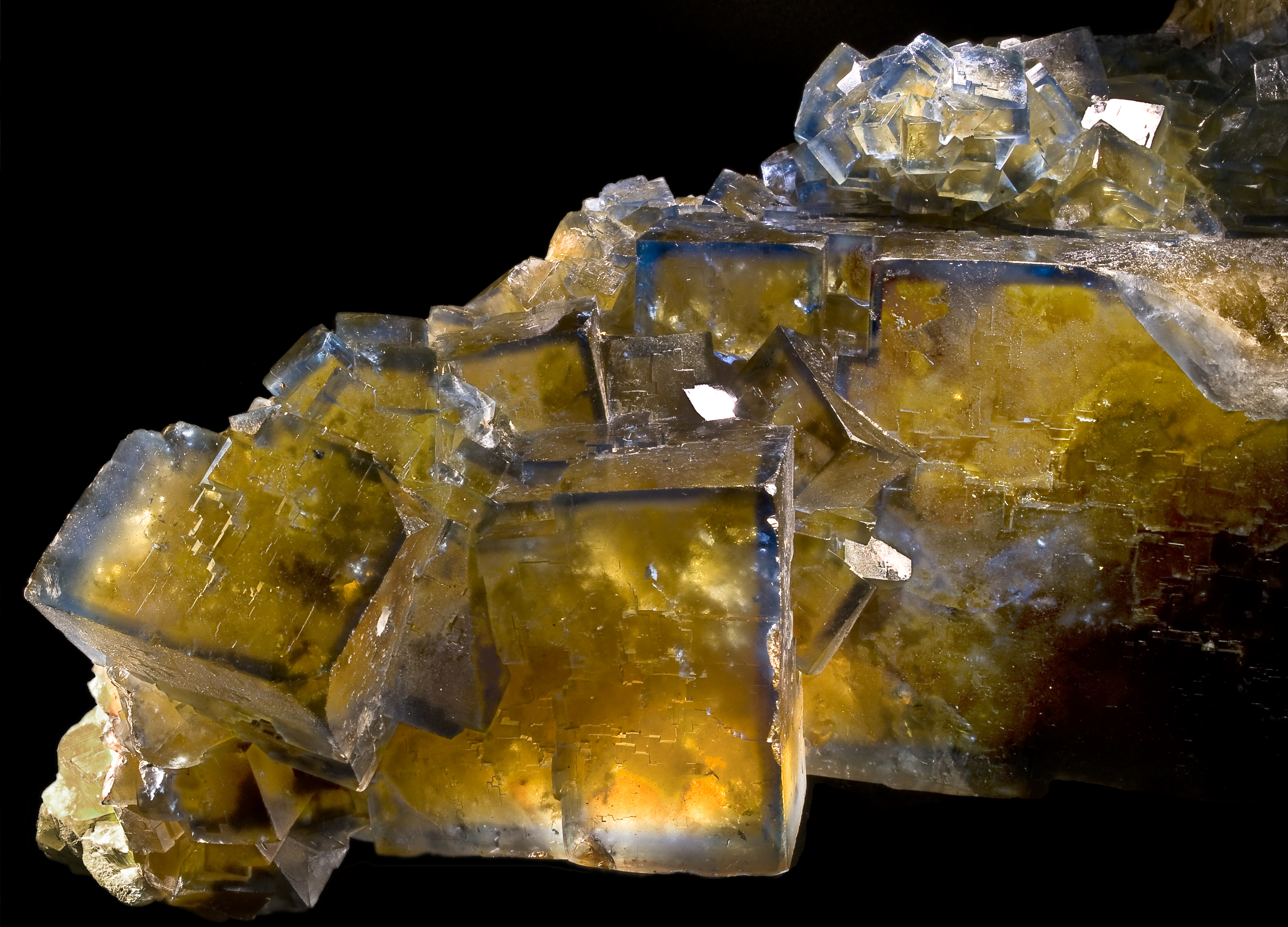
Fluorita amarela
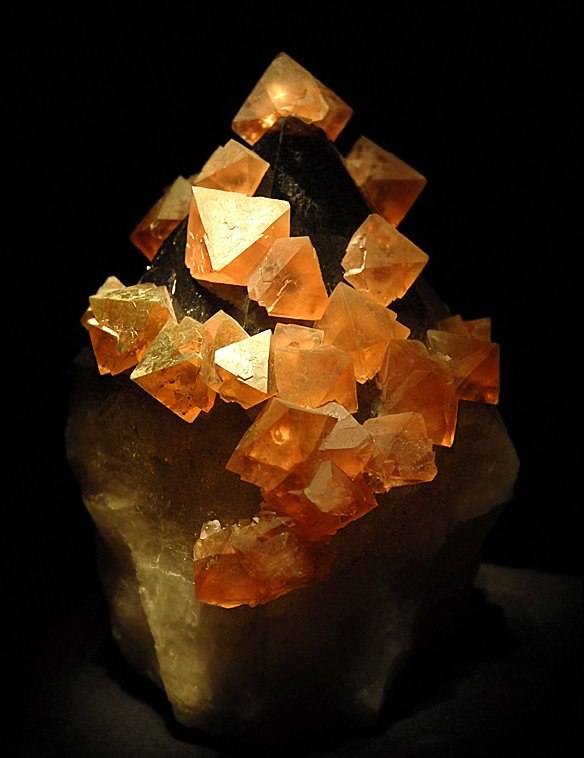
Fluorita laranja
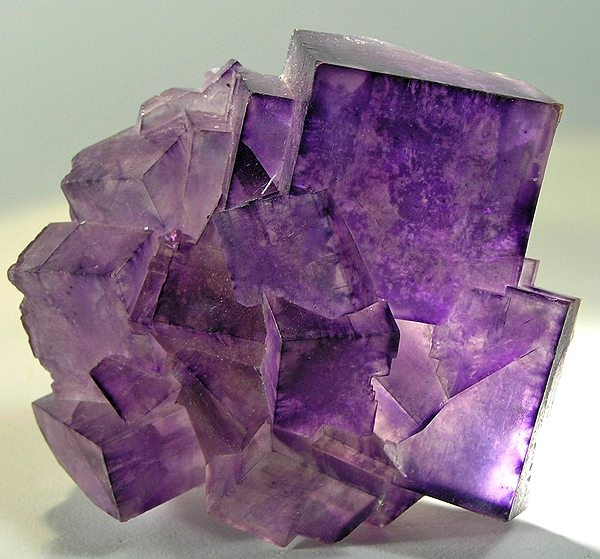
Fluorita roxa
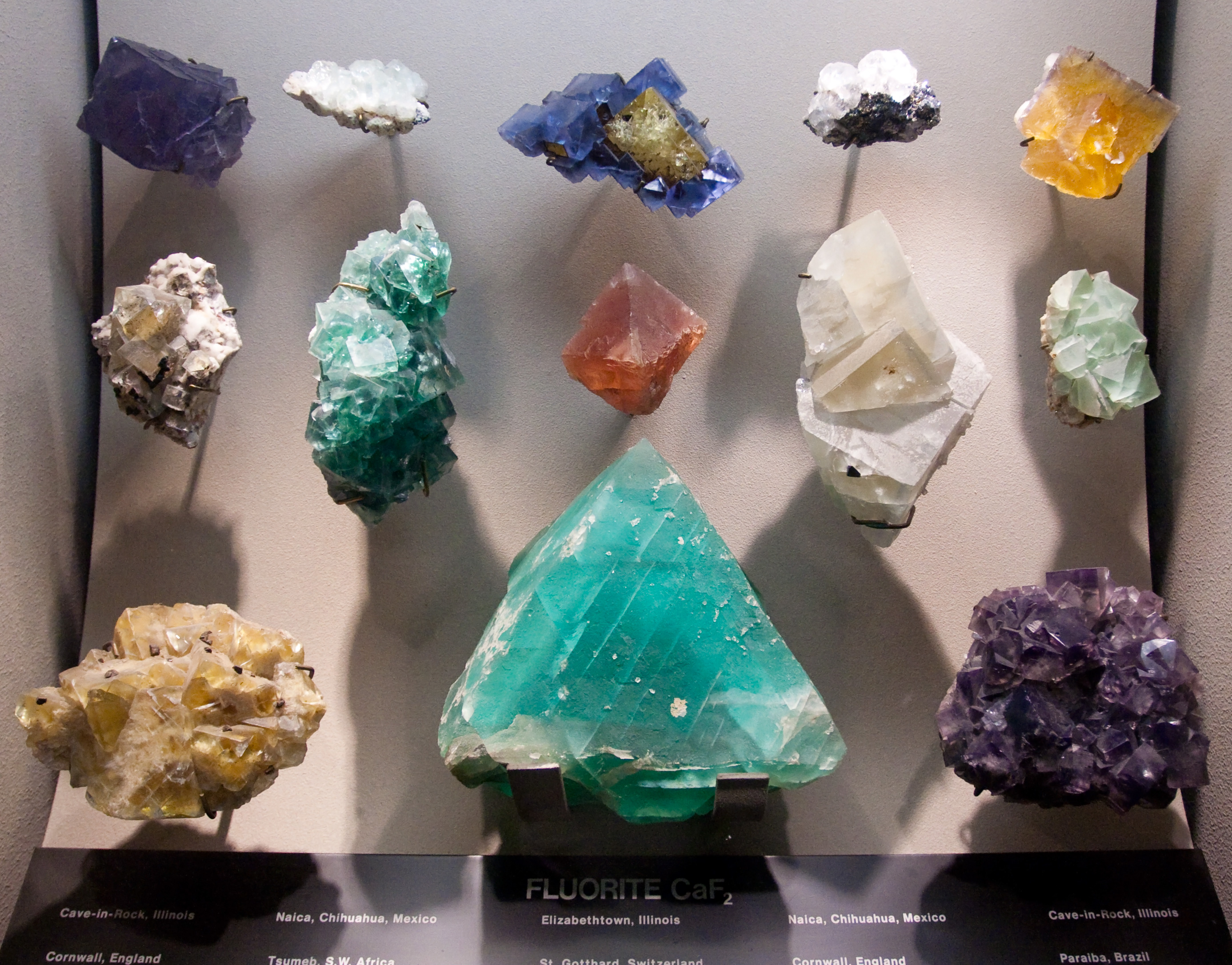
Diferentes variedades de Fluorita
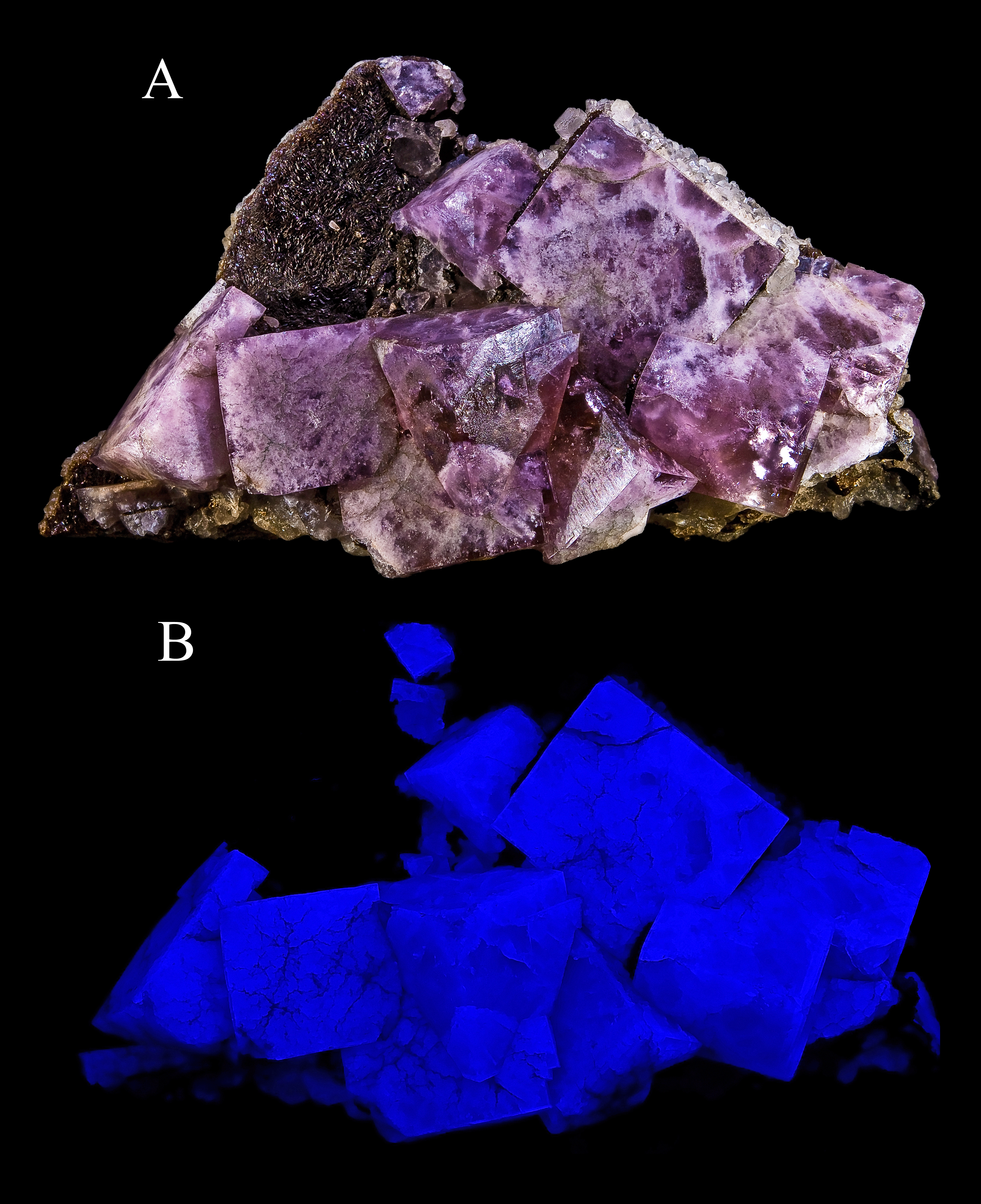
Fluorita mostrando seu fenômeno de fluorescência
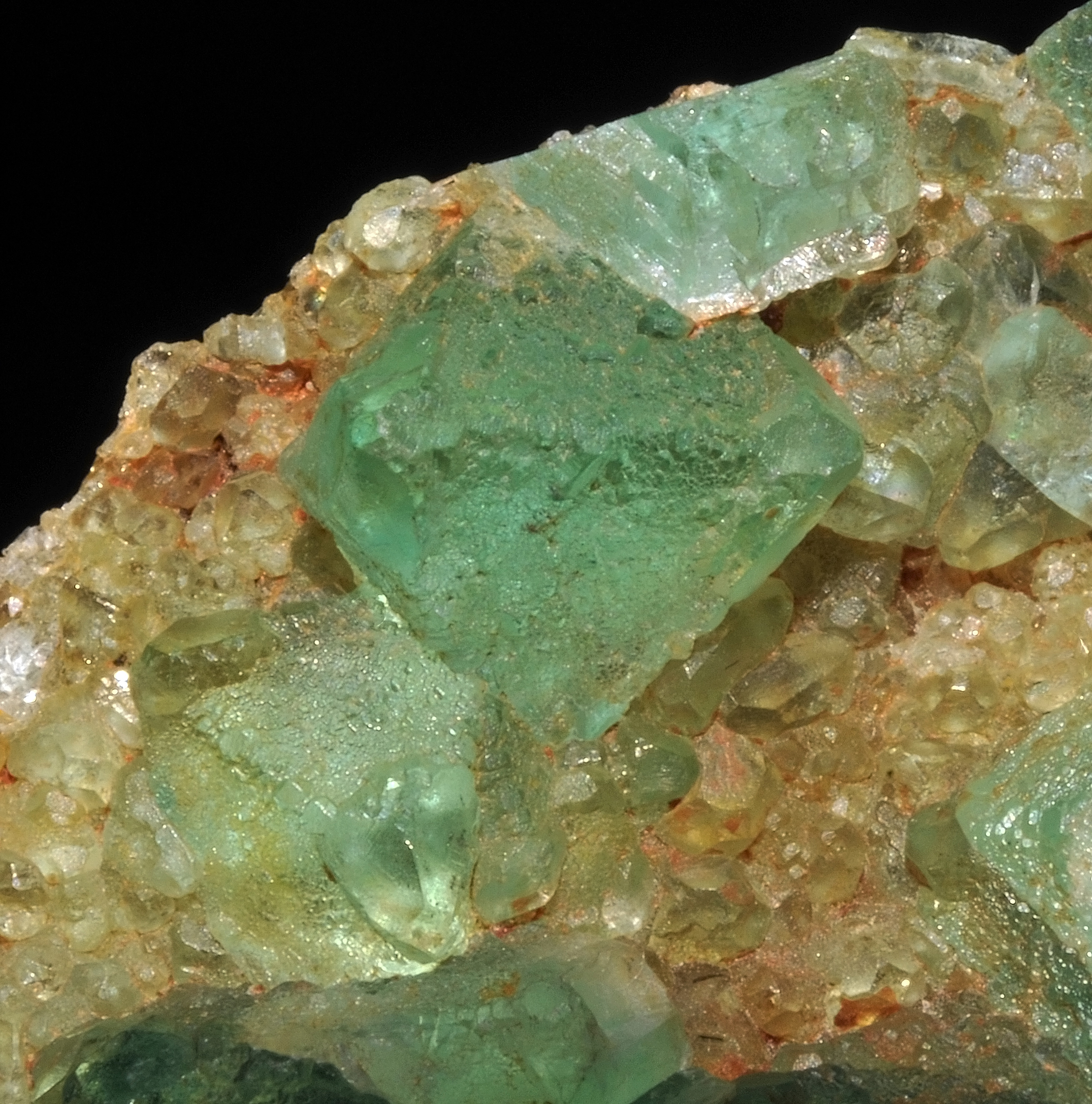
Fluorita verde crua